# 宁波联合
寧波聯合集團股份有限公司，簡稱寧波聯合集團股份，以及寧波聯合（英語：Ningbo United Group Co.,Ltd.，上交所：600051），是在1988年，由宁波经济技术开发区管理委员会、中国五金矿产进出口总公司、中国机械进出口总公司設立前身「宁波经济技术开发区联合发展有限总公司」，總部位於 寧波市，1996年，更名為「寧波聯合集團股份有限公司」；2010年，現時主要股東浙江榮盛控股集團有限公司收購本公司29.9%股權，業務在中國內地和全球經營區域開發、熱電、房地產開發、旅遊文化產業、國際業務和投資管理。

## 历史[2]
在1988年，由宁波经济技术开发区管理委员会、中国五金矿产进出口总公司、中国机械进出口总公司設立前身「宁波经济技术开发区联合发展有限总公司」，初期曾經經營规划、开发、建设、招商和管理。
1996年，更名為「寧波聯合集團股份有限公司」。 
1997年3月31日，寧波聯合於上海證券交易所上市，发行3000万股人民币普通股（A股），發行價格為11.78元人民幣。
2010年，寧波聯合被浙江榮盛控股集團有限公司，收購該公司29.9%的股份共计9041.76万股。
2018年4月，寧波聯合收購母公司盛元房產所有100%股權，總代價23.03億元人民幣。
2020年4月，該公司收購母公司房地產資產擱置。